# Kazem Asztari
Kazem Asztari (pers. کاظم اشتری) – irański koszykarz, reprezentant kraju, olimpijczyk.
W 1948 roku wystąpił wraz z drużyną na igrzyskach olimpijskich w Londynie (były to jego jedyne igrzyska olimpijskie). Podczas tego turnieju wystąpił we wszystkich sześciu meczach (siódmy mecz Iran wygrał walkowerem); zdobył 10 punktów, odnotował też 12 fauli.
Wraz z drużyną przegrał trzy z czterech spotkań grupowych (zwycięstwo tylko z Irlandią), tym samym zajmując przedostatnie miejsce w grupie (czwarte). W fazie pucharowej Irańczycy grali w spotkaniach o miejsca 9–16. Po porażce z Kanadą i zwycięstwie walkowerem z Węgrami, Persowie zagrali w meczu o 13. miejsce, który przegrali (z Kubą). Zajęli więc ostatecznie 14. miejsce na 23 ekipy.